# Elecciones presidenciales de Argentina de septiembre de 1973
En las elecciones presidenciales de Argentina de septiembre de 1973 se alzó con la Presidencia Juan Domingo Perón, con un 61,86% de los votos -el segundo mayor porcentaje detrás del registrado en 1951-, luego de dieciocho años de persecuciones antiperonistas desde que fuera derrocado por un golpe de Estado en 1955 y obligado a vivir en el exilio. Perón no había podido presentarse como candidato en las elecciones presidenciales de marzo de 1973, debido a una argucia de la dictadura que había tomado el poder en 1966, generando así una situación institucional altamente inestable, que llevó a la renuncia simultánea del presidente Héctor J. Cámpora y su vicepresidente Vicente Solano Lima, y a la realización de nuevas elecciones para completar el mandato, esta vez sin exclusiones de candidatos. Su compañera de fórmula como vicepresidenta fue María Estela Martínez de Perón, conocida como Isabelita, siendo la primera vez en la historia argentina y mundial,  que una mujer era elegida por voto popular en una fórmula presidencial.
Las reglas electorales fueron las mismas que en la elección de marzo anterior. La dictadura había realizado en 1972 una reforma constitucional que reformó el sistema electoral estableciendo que el presidente debía ser elegido por voto directo y mayoría absoluta de votos, y sancionado una legislación electoral estableciendo que en caso de no alcanzar ese porcentaje en la elección, debía realizarse una segunda vuelta entre los candidatos que hubieran sumado más del 15%. Además redujo el mandato presidencial a cuatro años y sincronizó todos los mandatos ejecutivos y legislativos, de modo que hubiera elecciones sólo una vez cada cuatro años.
La fórmula Perón-Perón ganó en todos los distritos electorales (23 provincias, la Capital Federal y el territorio nacional de Tierra del Fuego, Islas del Atlántico Sur y Antártida Argentina). Con esta victoria Perón se transformó en la única persona en presidir la Argentina en tres ocasiones. Tenía 78 años y moriría nueve meses después, reemplazado por María Estela Martínez, que se convirtió así en la primera mujer de la historia universal en presidir un país. Martínez tampoco pudo finalizar su mandato, derrocada por un golpe de Estado el 24 de marzo de 1976, que tomaría el gobierno hasta diciembre de 1983.
Los cuatro candidatos presidenciales de la elección de 1973 murieron siguiendo el orden en el que quedaron en la elección. Perón falleció el 1 de julio del año siguiente, seguido por Balbín el 9 de septiembre de 1981, Manrique el 15 de febrero de 1988 y Coral sería el último en morir, el 23 de agosto de 2018. Por su parte, los candidatos a vicepresidente fallecieron en orden inverso al resultado. José Francisco Páez (del PST) falleció el 27 de septiembre de 2005, Rafael Martínez Raymonda falleció el 29 de abril de 2017 y Fernando de la Rúa el 9 de julio de 2019. A 2024, María Estela Martínez de Perón es la única candidata aún con vida de dicha elección.

## Antecedentes

### Primavera Camporista
El clima de júbilo que siguió a la restauración de la democracia el 25 de mayo de 1973, al celebrarse las elecciones de marzo donde se permitió la candidatura peronista de Héctor José Cámpora (si bien la dictadura de la Revolución Argentina, gobernante durante casi siete años, impidió la candidatura del propio Juan Domingo Perón), fue pronto nublado por fricciones políticas y acontecimientos imprevistos. El presidente Héctor Cámpora, que fue juramentado en presencia del Presidente de Cuba Osvaldo Dorticós Torrado y el Presidente de Chile Salvador Allende, ambos representantes del marxismo en la Latinoamérica de la Guerra Fría, declaró una amnistía casi total para los varios cientos de presos políticos detenidos por el régimen de Alejandro Lanusse, muchos en campamentos inhóspitos como el de Trelew, lugar donde se dio una ejecución masiva en 1972.
Durante su corto mandato, Cámpora realizó nombramientos cuestionados por sectores de derecha: Rodolfo Puiggrós como intervertor de la Universidad de Buenos Aires, Esteban Righi como Ministro del Interior y Julio Troxler como Jefe Auxiliar de Policía Bonaerense, vinculados a los sectores de la izquierda violenta del peronismo, como la organización guerrillera Montoneros. Otros de izquierda también fueron elegidos gobernadores en todo el país, entre ellos Oscar Bidegain (Provincia de Buenos Aires), Ricardo Obregón Cano (Córdoba) y Alberto Martínez Baca (Mendoza), entre otros. Este nuevo ascenso de la izquierda argentina provocó una reacción cada vez más violenta por parte de los sectores más duros de la derecha. Entre los nombramientos de este sector destaca José López Rega que, por presión de Perón, fue investido Ministro de Bienestar Social.
Una vez en el puesto de Ministro, López Rega utilizó más de un 30% del presupuesto nacional para financiar la creación y operación de la Alianza Anticomunista Argentina (Triple A), una organización paramilitar. Amenazados por las incursiones de los Montoneros en las organizaciones estudiantiles y vecinales, los gobiernos locales y la Juventud Peronista, comenzaron a apuntar a muchos de los miembros izquierdistas del gabinete de Cámpora, algunos de los cuales comenzaron a renunciar bajo la presión de Perón. Mientras tanto, Cámpora viajó a España para acompañar a Perón en su inminente retorno a la Argentina, el 20 de junio de 1973. El vuelo de Perón estaba destinado a aterrizar en Ezeiza, pero mientras se preparaba el palco donde el expresidente hablaría, la derecha peronista tendió una emboscada a los sectores de izquierda peronista aunque la correlación de fuerzas lo planteó como un tiroteo entre la derecha y la izquierda. Eso causó la muerte de trece personas y 365 heridos, en lo que pasó a conocerse como la Masacre de Ezeiza.

### Renuncia de Cámpora e interinato de Lastiri
El 12 de julio el vicepresidente Vicente Solano Lima anunció que él y el presidente Cámpora firmarían sus renuncias al día siguiente y que habría nuevas elecciones, bajo el argumento de que el verdadero candidato del Frente Justicialista de Liberación había sido Perón, y que el único objetivo de su candidatura había sido permitir su retorno. Al día siguiente Cámpora y Solano Lima presentaron sus renuncias ante el Congreso Nacional reunido en Asamblea Legislativa (ambas cámaras juntas), que aprobó las mismas y le tomó el juramento constitucional como presidente de la Nación a Raúl Lastiri. Lastiri había llegado a la Presidencia sin ser Presidente Provisional del Senado, que era el sucesor constitucional del Presidente y el vicepresidente, debido a que López Rega intervino en dicha sucesión y presionó a Perón para embarcar a Díaz Bialet (el Presidente Provisional del Senado en ese momento) en el primer avión rumbo a Europa a cargo de una misión inexistente, con el fin de que Lastiri, que era su yerno y un acérrimo anticomunista, fuera quien ostentara el Poder Ejecutivo hasta la elección de Perón. Sin embargo, el cauteloso Lastiri continuó con las políticas socioeconómicas populistas de Cámpora; heredando una creciente amenaza de una Juventud Peronista cada vez más armada y el recién activado Ejército Revolucionario del Pueblo (ERP), que en solo tres meses había atacado una instalación militar y asesinado a varias figuras militares. Lastiri reemplazó al Ministro del Interior Righi, siendo este el único nombramiento importante su presidencia provisoria. El 20 de julio, el Gabinete se reunió a deliberar y anunció la convocatoria a elecciones presidenciales para el domingo 23 de septiembre, realizándose al mismo tiempo que la segunda vuelta gubernativa en las elecciones provinciales de Santiago del Estero (en suspenso desde abril). En la reunión también se definió que los cargos electos asumirían el 12 de octubre, y que se emplearía el mismo sistema electoral que en las elecciones de marzo.

## Reglas electorales
Las reglas electorales fundamentales que rigieron la elección presidencial fueron establecidas en el texto constitucional entonces vigente (Reforma constitucional de 1957), realizada durante la dictadura autodenominada Revolución Libertadora y el Estatuto Fundamental Temporario de 1972, realizado por la dictadura autodenominada Revolución Argentina.
Las principales reglas electorales para la elección presidencial fueron:
- Voto directo en un solo distrito abarcando todo el país (el Estatuto Fundamental modificó en este aspecto la Constitución);
- Segunda vuelta electoral entre los candidatos que obtuviesen más del 15% de los votos, en caso de que ninguna fuerza obtuviera la mayoría absoluta en la primera vuelta (el Estatuto Fundamental modificó en este aspecto la Constitución);
- Mandato presidencial de cuatro años con posibilidad de una reelección inmediata (el Estatuto Fundamental modificó en este aspecto la Constitución).

El 13 de julio de 1973 renunciaron el presidente peronista Héctor J. Cámpora y el vicepresidente conservador Vicente Solano Lima, razón por la cual se aplicó la Ley de Acefalía, en virtud de la cual el presidente de la Cámara de Diputados Raúl Lastiri ejerció la presidencia por 49 días. Lastiri convocó a elecciones presidenciales para que completar el mandato iniciado por Cámpora el 25 de mayo de 1973, que debía vencer el 25 de mayo de 1977.

## Candidaturas

### Frente Justicialista de Liberación
| |                          |
| |                          |
| Juan Domingo Perón | María Estela M. de Perón |
| para presidente | para vicepresidente      |
| {{{descripción}}} | {{{descripción}}}        |
| Presidente de la Nación Argentina (1946-1955) | Sin cargos previos       |
| Partidos que integraban la alianza: - Partido Justicialista - Movimiento de Integración y Desarrollo - Partido Conservador Popular - Partido Popular Cristiano - Movimiento Socialista de Liberación Nacional - Movimiento de la Revolución Nacional - Movimiento Nacional Yrigoyenista - Unión Federal Democrática Cristiana - Encuentro Nacional de los Argentinos |                          |
| Con el apoyo externo de: - Partido Comunista - Frente de Izquierda Popular - Partido Socialista Popular |                          |

La futura candidatura presidencial de Juan Domingo Perón había quedado definida prácticamente desde que se convocó a las elecciones de marzo de 1973, pero la cláusula que exigía que los candidatos presidenciales debían fijar su domicilio en Argentina para el 25 de agosto de 1972 había funcionado, en la práctica, como una estratagema para impedir que Perón se presentara como candidato. Unos meses más tarde, sin embargo, la creciente violencia había convencido a gran parte de la élite política y militar, incluso sectores antiperonistas, de que para entonces solo Perón reunía el suficiente respeto como para convencer a las guerrillas extremistas de poner fin a las hostilidades sin comprometer al gobierno constitucional. Además de esto, y a pesar de la certeza absoluta de que Perón ganaría con creces cualquier elección a la que se presentara, su salud había comenzado a flaquear y era conocido dentro del ámbito político que, si resultaba electo, moriría sin terminar su mandato. Por otro lado, la situación regional no era propicia para un régimen democrático en Latinoamérica. Los únicos dos gobiernos democráticos que había en el Cono Sur aparte del argentino (Uruguay y Chile) fueron derrocados en sucesivos golpes de estado el 27 de junio y el 11 de septiembre, se instauraron dictaduras militares. Estos escenarios inestables dejarían al gobierno argentino en una situación muy complicada una vez que Perón muriera, por lo que una candidatura vicepresidencial estable y con peso político era trascendental para garantizar la subsistencia de la próxima administración.
Sin embargo, la elección del compañero de fórmula de Perón fue dificultada por la fractura creciente del justicialismo entre un sector ortodoxo, más vinculado a la derecha política, de carácter anticomunista, y su contrario, que se identificaba con la izquierda y la extrema izquierda. A este último sector, que apoyaba al expresidente Cámpora, se lo conocía como Tendencia Revolucionaria o La Tendencia y había jugado un papel importante en la campaña electoral del FREJULI previa a marzo. Durante las conversaciones para la fórmula del frente oficialista de cara a septiembre, Perón rechazaba la idea de una fórmula netamente justicialista, y buscó hasta el último momento alcanzar una lista conjunta con la Unión Cívica Radical (UCR), con Ricardo Balbín como candidato a vicepresidente, en un intento de juntar a las dos mayores fuerzas políticas de la Argentina y poner fin a la inestabilidad. Esta iniciativa, que fue absolutamente rechazada por parte de la dirigencia justicialista y casi la totalidad de la radical, acabó colapsando y se debió buscar otra figura.
La crisis interna del peronismo se agravaba por momentos con el recrudecimiento de la violencia. El 21 de julio de 1973, al día siguiente de que se anunciara la fecha de las elecciones, la Juventud Peronista (JP) y distintas organizaciones aledañas: la Juventud Universitaria Peronista (JUP), la Unión de Estudiantes Secundarios (UES), la Juventud Trabajadora Peronista (JTP), los Montoneros y las Fuerzas Armadas Revolucionaras (FAR), realizaron una masiva movilización que se dirigió a la Quinta de Olivos, donde se encontraban reunidos Lastiri y Perón. La manifestación fue pacífica y sin incidente alguno, y se trataba de una concentración de apoyo a la candidatura presidencial del líder justicialista. En la residencia presidencial, Perón se reunió durante poco más de ochenta minutos con delegados de las organizaciones juveniles y manifestó su deseo de mantener contacto directo con dichas agrupaciones, enviando un comunicado en el que aseguraba su intención de continuar la comunicación a pesar de la prescripción médica que le impedía formar parte de las movilizaciones Sin embargo, al día siguiente, se publicó el nombramiento de José López Rega como "intermediario entre Perón y la JP", en contraposición a la promesa de "contacto directo" emitida por Perón. Este supuesto nombramiento provocó un rechazo generalizado de la JP, que lo desconoció tajantemente. Simultáneamente, sin embargo, López Rega declaró que se reuniría en la Casa Rosada con representantes de las agrupaciones. Al día siguiente, el ministro del Interior, Benito Llambí, emitió un comunicado llamando a las organizaciones juveniles y a las guerrillas a la calma, exigiendo que las cosas a partir de entonces debían dirimirse en las elecciones y que "todos tendrían derecho a votar y ser elegidos", acusando a los grupos extremistas de buscar mantener "choques inútiles" con el único fin de desestabilizar el país.
El 27 de julio, durante un homenaje a Eva Perón en conmemoración a los veintiún años de su fallecimiento, el Movimiento Nacional Justicialista proclamó la candidatura de Perón a la presidencia, sin que se especificara quien sería su compañero de fórmula. A finales del mismo mes, la idea de una fórmula Perón - Isabel de Perón fue discutida por los medios de comunicación y el 31 de julio, el expresidente Cámpora declaró públicamente que la idea estaba siendo barajada. Aparte del propio Perón, la única figura del PJ que no se encontraba inclinada de manera pública por ninguno de los dos sectores del justicialismo era su esposa, María Estela Martínez de Perón, apodada Isabel, que carecía completamente de experiencia política. López Rega, el ministro de Bienestar Social, disipó las dudas de Perón sobre la posible candidatura de su mujer, a la que el líder se oponía tajantemente, bajo el argumento de que no quería exponerla a la situación en la que se vería si él moría en el cargo. Sin embargo, López Rega recomendó la candidatura de Isabel, disipando las dudas de Perón sobre dicha elección. Finalmente, la proclamación de la fórmula Perón - Perón se realizó el 5 de agosto de 1973 en el Teatro Colón.

### Unión Cívica Radical
|                                                |                                                            |
| Ricardo Balbín                                 | Fernando de la Rúa                                         |
| para presidente                                | para vicepresidente                                        |
| {{{descripción}}}                              | {{{descripción}}}                                          |
| Diputado nacional por Buenos Aires (1946-1950) | Senador nacional por la ciudad de Buenos Aires (1973-1976) |

La Convención Nacional de la Unión Cívica Radical se reunió el 29 de julio con el objetivo de definir su posición con respecto a las venideras elecciones. Para entonces, el radicalismo se encontraba ya dividido en dos vertientes: la Línea Nacional encabezada por el excandidato presidencial Ricardo Balbín, que lideraba el partido tras su victoria en las elecciones internas del año anterior, y el Movimiento de Renovación y Cambio, conducido por Raúl Alfonsín, que había logrado exitosamente una representación en el Comité Nacional luego de haber logrado más del 25% de los votos en dichas internas. En lo que fue una victoria para el balbinismo, la Convención resolvió ratificar su concurrencia a las elecciones con la misma plataforma electoral que en marzo, y convocar al mismo tiempo a todas las fuerzas políticas, económicas y sociales de la Argentina a buscar una resolución pacífica a los conflictos del país. Durante la Convención se produjeron numerosos retrasos y discusiones, además de críticas de parte del sector alfonsinista por el creciente acercamiento entre Balbín y Perón, aunque el balbinismo aclaró su rechazo a cualquier "fórmula mixta" y a la coalición con otras fuerzas. El alfonsinismo había exigido una nueva fórmula partidaria y la convocatoria a nuevas internas para el 11 de agosto, postura que fue rechazada por el balbinismo. En medio de la Convención, se registraron hechos violentos cuando un sector de la Juventud Radical, favorable a Alfonsín, se introdujo en el palco reservado a los periodistas y prorrumpió en cánticos contra Balbín, lo que provocó que la prensa abandonara el recinto y que el sitio fuese desalojado. El dirigente de la JR, Leopoldo Moreau, protestó por esta medida, afirmando que era un atentado contra la juventud del partido.
El 11 de agosto, luego de haber barajado brevemente la posibilidad de la fórmula Perón - Balbín, la Convención Nacional proclamó nuevamente a Balbín como su candidato presidencial, con el Senador Nacional Fernando de la Rúa como compañero de fórmula, en detrimento de su candidato a vicepresidente de marzo, Eduardo Gamond. De la Rúa, una figura joven del partido y representante de la Línea Nacional, contaba con el precedente electoral sumamente destacable de haber sido electo Senador por Capital Federal derrotando por más de diez puntos al candidato del FREJULI en segunda vuelta, siendo la única mayoría radical de la contienda legislativa. De la Rúa debió, sin embargo, enfrentar a Luis León, Senador por la minoría de la provincia del Chaco, en una segunda votación luego de no haber reunido los suficientes votos en primera instancia. Balbín, por su parte, no enfrentó oposición alguna y los 35 convencionales alfonsinistas se abstuvieron, para luego retirarse antes de la votación que proclamó a De la Rúa.

### Alianza Popular Federalista
| |                                            |
| |                                            |
| Francisco Manrique                                                                                    | Rafael Raymonda                            |
| para presidente                                                                                       | para vicepresidente                        |
| {{{descripción}}}                                                                                     | {{{descripción}}}                          |
| Ministro de Bienestar Social de la Nación (1970-1972)                                                 | Diputado Nacional por Santa Fe (1963-1965) |
| Partidos que integraban la alianza: - Partido Federal - Partido Demócrata Progresista - Unión Popular |                                            |

La Alianza Popular Federalista había logrado perfilarse como una alternativa coherente ante el radicalismo para disputarle el poder al peronismo, luego de haber obtenido buenos resultados a nivel provincial y un tercer lugar amplio, del 14.90%, en la elección presidencial de marzo. El 5 de agosto, mientras que el FREJULI proclamaba la fórmula Perón - Perón, el Congreso Nacional del Partido Demócrata Progresista se reunió y proclamó su apoyo a una nueva postulación de la fórmula Francisco Manrique - Rafael Martínez Raymonda.

### Partido Socialista de los Trabajadores
|                                                |                                          |
| Juan Carlos Coral                              | José Francisco Páez                      |
| para presidente                                | para vicepresidente                      |
| {{{descripción}}}                              | {{{descripción}}}                        |
| Diputado Nacional por Buenos Aires (1963-1966) | Candidato a Gobernador de Córdoba (1973) |

Juan Carlos Coral, que había sido candidato del Partido Socialista de los Trabajadores (PST) en las elecciones de marzo, confirmó una nueva candidatura a finales de julio, aunque esta vez con José Francisco Páez como compañero de fórmula (en las anteriores elecciones su compañera había sido Nora Ciapponi). Durante un tiempo se especuló la candidatura de Agustín Tosco, del Partido Revolucionario de los Trabajadores (PRT), y Coral declaró que retiraría su candidatura en favor de Tosco si este se presentaba. Sin embargo, Tosco declinó su candidatura ese mismo mes para evitar perder el apoyo de su aliado, el Partido Comunista, y preservar la unidad sindical, y Coral se presentó por el PST. El PRT sería ilegalizado en octubre de ese mismo año.

## Jornada electoral
La campaña electoral fue muy tranquila, en gran medida debido a la casi absoluta certeza de la victoria de Perón. La votación se realizó el 23 de septiembre. Alrededor de 200.000 tropas armadas vigilaron los centros de votación durante la jornada electoral. Aunque tanto Perón como su mujer habían declarado que no podrían votar en las elecciones al estar ambos inscritos en la Embajada de Argentina en Madrid, las autoridades electorales hicieron arreglos apresurados para que la pareja pudiera votar en un centro electoral de Barrio Norte, Capital Federal. Manrique votó en la Escuela Normal Nacional Mary O'Graham de La Plata, mismo lugar en donde votó Balbín, y Coral votó en el Colegio Corazón de María, en Buenos Aires.

## Resultados
El resultado fue una aplastante victoria para Perón con el 61,86% de los votos, contra un 24,42% obtenido por Balbín, un 12,20% de Manrique, y un 1,53% de Coral. Balbín reconoció la derrota al escrutarse el 90% de las mesas, y Manrique hizo lo propio al finalizar el conteo. Perón obtuvo mayoría absoluta de votos en 23 de las 24 provincias, y mayoría simple de votos en Capital Federal. Manrique logró quedar en segundo lugar en Mendoza, Jujuy Santa Fe. Por su parte, hubo cuatro distritos (Catamarca, Jujuy, La Rioja, y Santa Cruz) donde Coral no recibió ningún voto, mientras que en Tierra del Fuego, su boleta no estuvo presente.
Con esta elección, Perón rompió el récord de diferencia entre el primer y segundo candidato más votado, sobrepasando a Balbín por 37.43 puntos porcentuales, hazaña que no ha vuelto a lograrse hasta la actualidad. Fue además la única ocasión en la que un candidato era elegido presidente por tercera vez. Perón fue juramentado para el que sería su tercer y último mandato el 12 de octubre.
| Fórmula               | Fórmula                        | Partido o alianza     | Partido o alianza                      | Partido o alianza                      | Votos      | %     |
| Presidente            | Vicepresidente                 | Partido o alianza     | Partido o alianza                      | Partido o alianza                      | Votos      | %     |
| --------------------- | ------------------------------ | --------------------- | -------------------------------------- | -------------------------------------- | ---------- | ----- |
| Juan Domingo Perón    | María Estela Martínez de Perón |                       |                                        | Frente Justicialista de Liberación     | 6.469.525  | 54,38 |
| Juan Domingo Perón    | María Estela Martínez de Perón |                       | Frente de Izquierda Popular            | 889.727                                | 7,48       |       |
| Juan Domingo Perón    | María Estela Martínez de Perón | Total Perón - Perón   | Total Perón - Perón                    | Total Perón - Perón                    | 7.359.252  | 61,86 |
| Ricardo Balbín        | Fernando de la Rúa             |                       | Unión Cívica Radical                   | Unión Cívica Radical                   | 2.905.719  | 24,42 |
| Francisco Manrique    | Rafael Martínez Raymonda       |                       | Alianza Popular Federalista            | Alianza Popular Federalista            | 1.450.996  | 12,20 |
| Juan Carlos Coral     | José Francisco Páez            |                       | Partido Socialista de los Trabajadores | Partido Socialista de los Trabajadores | 181.474    | 1,53  |
| Votos positivos       | Votos positivos                | Votos positivos       | Votos positivos                        | Votos positivos                        | 11.897.441 | 98,69 |
| Votos en blanco       | Votos en blanco                | Votos en blanco       | Votos en blanco                        | Votos en blanco                        | 108.778    | 0,90  |
| Votos anulados        | Votos anulados                 | Votos anulados        | Votos anulados                         | Votos anulados                         | 48.873     | 0,41  |
| Participación         | Participación                  | Participación         | Participación                          | Participación                          | 12.055.092 | 84,44 |
| Abstenciones          | Abstenciones                   | Abstenciones          | Abstenciones                           | Abstenciones                           | 2.221.885  | 15,56 |
| Electores registrados | Electores registrados          | Electores registrados | Electores registrados                  | Electores registrados                  | 14.276.977 | 100   |
| Fuente:               |                                |                       |                                        |                                        |            |       |

### Resultadost por provincia
| Provincia           | Perón/Perón (FREJULI) | Perón/Perón (FREJULI) | Perón/Perón (FIP) | Perón/Perón (FIP) | Total Perón/Perón | Total Perón/Perón | Balbín/de la Rúa (UCR) | Balbín/de la Rúa (UCR) | Manrique/Raymonda (APF) | Manrique/Raymonda (APF) | Coral/Páez (PST) | Coral/Páez (PST) | Blanco  | Blanco | Nulo   | Nulo | Participación | Participación | Registrados |
| Provincia           | Votos                 | %                     | Votos             | %                 | Votos             | %                 | Votos                  | %                      | Votos                   | %                       | Votos            | %                | Votos   | %      | Votos  | %    | Votos         | %             | Registrados |
| ------------------- | --------------------- | --------------------- | ----------------- | ----------------- | ----------------- | ----------------- | ---------------------- | ---------------------- | ----------------------- | ----------------------- | ---------------- | ---------------- | ------- | ------ | ------ | ---- | ------------- | ------------- | ----------- |
| Buenos Aires        | 2.435.458             | 55,63                 | 382.446           | 8,74              | 2.817.904         | 64,36             | 993.240                | 22,69                  | 484.325                 | 11,06                   | 82.825           | 1,89             | 30.100  | 0,68   | 22.980 | 0,52 | 4.431.374     | 87,10         | 5.087.814   |
| Capital Federal     | 755.102               | 42,21                 | 127.277           | 7,12              | 882.379           | 49,33             | 558.756                | 31,24                  | 303.176                 | 16,95                   | 44.543           | 2,49             | 19.083  | 1,05   | 8.677  | 0,48 | 1.816.614     | 87,35         | 2.079.654   |
| Catamarca           | 54.628                | 66,31                 | 4.572             | 5,55              | 59.200            | 71,86             | 17.285                 | 20,98                  | 5.901                   | 7,16                    | —                | —                | 854     | 1,02   | 160    | 0,19 | 83.400        | 76,68         | 108.758     |
| Chaco               | 134.324               | 59,20                 | 16.627            | 7,33              | 150.951           | 66,52             | 64.403                 | 28,38                  | 10.966                  | 4,83                    | 595              | 0,26             | 2.729   | 1,18   | 857    | 0,37 | 230.501       | 68,66         | 335.693     |
| Chubut              | 37.311                | 53,72                 | 5.568             | 8,02              | 42.879            | 61,74             | 18.461                 | 26,58                  | 7.207                   | 10,38                   | 906              | 1,30             | 697     | 0,99   | 546    | 0,77 | 70.696        | 74,37         | 95.057      |
| Córdoba             | 570.992               | 50,66                 | 61.034            | 5,42              | 632.026           | 56,08             | 377.160                | 33,46                  | 104.172                 | 9,24                    | 13730            | 1,22             | 12.495  | 1,09   | 3.643  | 0,32 | 1.143.226     | 85,07         | 1.343.903   |
| Corrientes          | 140.634               | 53,04                 | 14.045            | 5,30              | 154.679           | 58,33             | 100.090                | 37,75                  | 10.086                  | 3,80                    | 303              | 0,11             | 2.234   | 0,83   | 585    | 0,22 | 267.977       | 74,66         | 358.935     |
| Entre Ríos          | 239.014               | 54,68                 | 22.954            | 5,25              | 261.968           | 59,93             | 134.803                | 30,84                  | 36.670                  | 8,39                    | 3655             | 0,84             | 5.568   | 1,25   | 1.399  | 0,32 | 444.063       | 83,10         | 534.360     |
| Formosa             | 44.881                | 58,70                 | 5.840             | 7,64              | 50.721            | 66,34             | 22.179                 | 29,01                  | 2.248                   | 2,94                    | 1307             | 1,71             | 664     | 0,86   | 121    | 0,16 | 77.240        | 73,25         | 105.441     |
| Jujuy               | 84.548                | 70,46                 | 6.557             | 5,46              | 91.105            | 75,93             | 14.101                 | 11,75                  | 14.786                  | 12,32                   | —                | —                | 1.161   | 0,96   | 375    | 0,31 | 121.528       | 81,02         | 149.989     |
| La Pampa            | 50.410                | 52,14                 | 7.422             | 7,68              | 57.832            | 59,81             | 25.918                 | 26,80                  | 11.718                  | 12,12                   | 1223             | 1,26             | 883     | 0,90   | 272    | 0,28 | 97.846        | 86,89         | 112.609     |
| La Rioja            | 41.772                | 63,80                 | 4.326             | 6,61              | 46.098            | 70,41             | 17.704                 | 27,04                  | 1.670                   | 2,55                    | —                | —                | 500     | 0,75   | 283    | 0,43 | 66.255        | 79,30         | 83.554      |
| Mendoza             | 289.883               | 56,48                 | 41.820            | 8,15              | 331.703           | 64,63             | 83.134                 | 16,20                  | 93.977                  | 18,31                   | 4.406            | 0,86             | 3.370   | 0,65   | 1.845  | 0,36 | 518.435       | 87,38         | 593.294     |
| Misiones            | 78.956                | 56,34                 | 12.878            | 9,19              | 91.834            | 65,53             | 37.838                 | 27,00                  | 8.732                   | 6,23                    | 1.740            | 1,24             | 1.213   | 0,86   | 470    | 0,33 | 141.827       | 73,16         | 193.871     |
| Neuquén             | 35.942                | 59,26                 | 6.126             | 10,10             | 42.068            | 69,36             | 12.102                 | 19,95                  | 5.234                   | 8,63                    | 1.248            | 2,06             | 422     | 0,69   | 284    | 0,46 | 61.358        | 78,79         | 77.880      |
| Río Negro           | 53.201                | 53,53                 | 9.498             | 9,56              | 62.699            | 63,09             | 25.710                 | 25,87                  | 9.239                   | 9,30                    | 1.729            | 1,74             | 951     | 0,94   | 388    | 0,39 | 100.716       | 77,28         | 130.327     |
| Salta               | 144.497               | 67,68                 | 12.355            | 5,79              | 156.852           | 73,46             | 31.998                 | 14,99                  | 24.244                  | 11,35                   | 421              | 0,20             | 1.557   | 0,72   | 960    | 0,44 | 216.032       | 77,15         | 279.998     |
| San Juan            | 118.721               | 59,14                 | 13.286            | 6,62              | 132.007           | 65,76             | 54.124                 | 26,96                  | 12.575                  | 6,26                    | 2.048            | 1,02             | 1.610   | 0,79   | 553    | 0,27 | 202.917       | 85,74         | 236.653     |
| San Luis            | 59.052                | 60,79                 | 6.539             | 6,73              | 65.591            | 67,52             | 20.869                 | 21,48                  | 9.789                   | 10,08                   | 893              | 0,92             | 751     | 0,76   | 343    | 0,35 | 98.236        | 82,53         | 119.035     |
| Santa Cruz          | 13.727                | 56,18                 | 1.841             | 7,53              | 15.568            | 63,72             | 6.709                  | 27,46                  | 2.156                   | 8,82                    | —                | —                | 140     | 0,57   | 168    | 0,68 | 24.741        | 69,69         | 35.502      |
| Santa Fe            | 659.913               | 53,67                 | 97.378            | 7,92              | 757.291           | 61,58             | 202.227                | 16,45                  | 253.869                 | 20,65                   | 16.284           | 1,32             | 15.612  | 1,25   | 2.302  | 0,18 | 1.247.585     | 89,21         | 1.398.498   |
| Santiago del Estero | 151.145               | 74,63                 | 12.279            | 6,06              | 163.424           | 80,69             | 28.890                 | 14,26                  | 9.773                   | 4,83                    | 446              | 0,22             | 3.250   | 1,57   | 697    | 0,34 | 206.480       | 63,07         | 327.361     |
| Tierra del Fuego    | 1.420                 | 47,19                 | 234               | 7,78              | 1.654             | 54,97             | 686                    | 22,80                  | 669                     | 22,23                   | —                | —                | 22      | 0,72   | 34     | 1,11 | 3.065         | 65,24         | 4.698       |
| Tucumán             | 273.994               | 72,27                 | 16.825            | 4,44              | 290.819           | 76,71             | 57.332                 | 15,12                  | 27.814                  | 7,34                    | 3.172            | 0,84             | 2.912   | 0,76   | 931    | 0,24 | 382.980       | 79,11         | 484.093     |
| Total               | 6.469.525             | 54,38                 | 889.727           | 7,48              | 7.359.252         | 61,86             | 2.905.719              | 24,42                  | 1.450.996               | 12,20                   | 181.474          | 1,53             | 108.778 | 0,90   | 48.873 | 0,41 | 12.055.092    | 84,44         | 14.276.977  |

## Galería

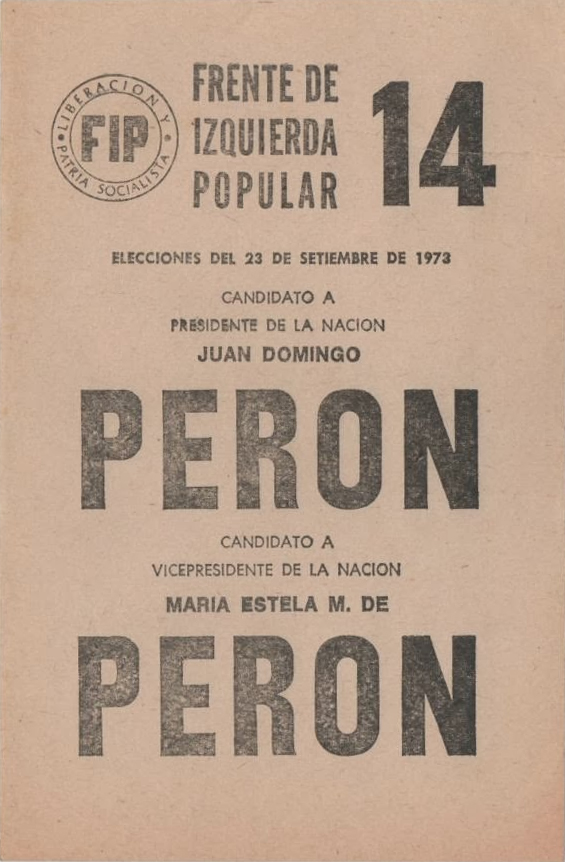
Boleta Perón-Perón del Frente de Izquierda Popular.
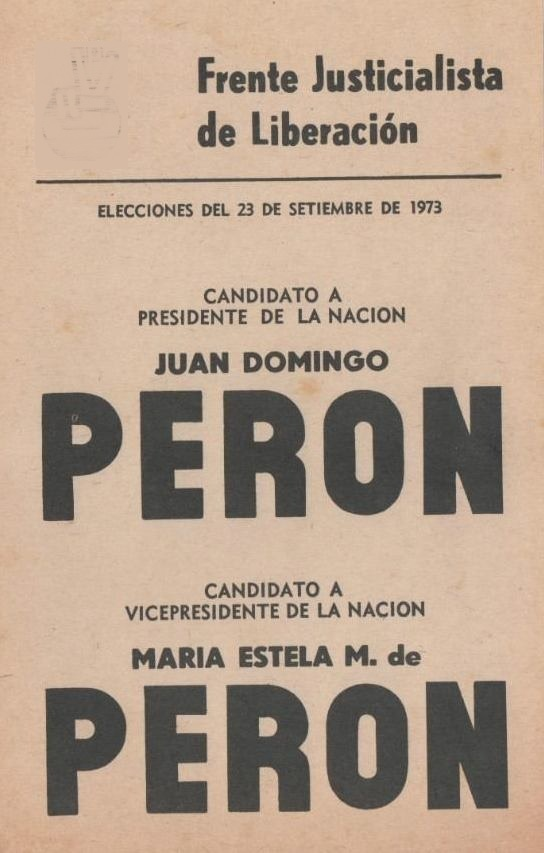
Boleta Perón-Perón del Frente Justicialista de Liberación.
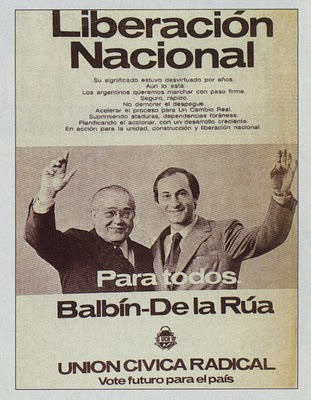
Campaña electoral de la fórmula Balbín-De la Rúa